# 22640 Shalilabaena
22640 Shalilabaena è un asteroide della fascia principale. Scoperto nel 1998, presenta un'orbita caratterizzata da un semiasse maggiore pari a 2,3806800 UA e da un'eccentricità di 0,1261611, inclinata di 6,97914° rispetto all'eclittica.